# Jacques d'Albon de Saint-André
Jacques d'Albon de Saint-André (Saint-André-d'Apchon, 1505 – Dreux, 19 dicembre 1562) è stato un militare francese.
Fu maresciallo di Francia, marchese de Fronsac, signore di Montrond e Saint-André-d'Apchon, da cui prese il nome. Fu amico intimo di Enrico II di Francia. Si distinse nelle guerre d'Italia e nelle guerre di religione francesi. Morì nella battaglia di Dreux.

## Biografia
Figlio di Jean d'Albon, signore di Saint-André e fratello di Marguerite d'Albon de Saint-André. Compagno d'infanzia di Enrico II, il 3 aprile 1547, tre giorni dopo la morte di Francesco I, fu chiamato al Consiglio e nominato primo signore della Camera.
Il 29 maggio 1547 fu nominato cavaliere dell'ordine di Saint-Michel e maresciallo di Francia. Il 25 luglio 1547, all'incoronazione di Enrico II, sostituì l'assente Gran Maestro di Francia Anne de Montmorency.
Dal 1552 al 1555, intraprese la guerra contro Carlo V per i Tre Vescovadi. Nel 1557, fu fatto prigioniero dagli spagnoli nella battaglia di San Quintino. Per liberarsi, fece precipitare la conclusione della Pace di Cateau-Cambrésis, tra Enrico II di Francia e Filippo II di Spagna.
Nel marzo del 1560 partecipò, contro i protestanti, alla repressione della congiura di Amboise. Il 5 dicembre 1560, alla morte di Francesco II, riuscì a rimanere al suo posto. Il 6 aprile 1561, con Montmorency e il duca di Guisa, creò il «triumvirato cattolico». Il 4 luglio 1562, prese Blois dai protestanti. Il 29 luglio prese Poitiers, il 31 agosto Bourges, reprimendo ogni resistenza con estrema brutalità: ad esempio, impiccando il sindaco calvinista di Poitiers, Jacques Herbert, signore de l'Isle e altri protestanti, il 7 agosto 1562. Questa posizione centrale impedisce ai protestanti del sud della Francia di unirsi a quelli del nord.
Il 19 dicembre 1562, sconfisse i protestanti nella battaglia di Dreux, ma fu ucciso dopo la battaglia perché si era allontanato senza scorta, fu catturato da un gruppo di cavalli leggeri ugonotti comandati da un certo Bobigny, che lo uccise con un colpo di pistola.

## Vita privata
Sposa Marguerite de Lustrac, figlia di Antoine II de Lustrac, dama d'onore di Caterina de' Medici, che gli dette:
- Catherine d'Albon de Saint-André, damigella di Tournoël, damigella d'onore alla regina Caterina de' Medici. Promessa sposa di Enrico di Guisa, figlio di Francesco I di Guisa, ma morta nel giugno del 1564.